# Huis te Riviere
Huis te Riviere (numit și Huis Mathenesse sau Castelul Mathenesse) este cel mai vechi castel dreptunghiular cunoscut din Comitatul Olanda. Castelul a fost construit de Adelaida de Olanda în 1262 și se afla în Schiedam (Olanda de Sud); rămășițele sale pot fi găsite pe Broersvest în Schiedam.
Numele „Huis Mathenesse” se referă la numele feudei, Mathenesse, pe care Aleid van Holland a cumpărat-o în 1260 de la Dirk van Bokel.
Rămășițele donjonului, care făcea parte din acest castel, pot fi văzute în centrul orașului Schiedam, lângă primăria orașului, pe Broersvest. Ruina nu poate fi vizitată, dar poate fi admirată din drum.
În apropierea ruinelor, în 1997 a fost instalată o lucrare de artă cu imaginea Adelaidei, intitulată „Vrouwe Aleida”.
Castelul a fost întemeiat de contesa Adelaida de Olanda, fiica lui Floris al IV-lea și sora lui Contele Willem II, care a murit pe 28 ianuarie 1256 la Hoogwoud. Contesa Aleida s-a căsătorit cu Jan van Avesnes. Ea a construit un tol pentru râul Maas sub forma unui donjon. Donjonul a fost extins ulterior cu un zid de incintă și un turn ușor înclinat. Între turn și donjon exista un pod acoperit. Donjonul părea să fie ușor deplasat la bază. În timpul construcției, donjonul a început să se scufunde din cauza unui pârâu subteran. Solul, deși aluvionar, era moale și mlăștinos din cauza structurii bogate în turbă, incapabil să susțină fundația grea. Turnul a fost parțial demolat și reconstruit. După distrugerea castelului de armatele lui Willem Nagel în 1426, castelul a fost restaurat într-o stare mai locuibilă.

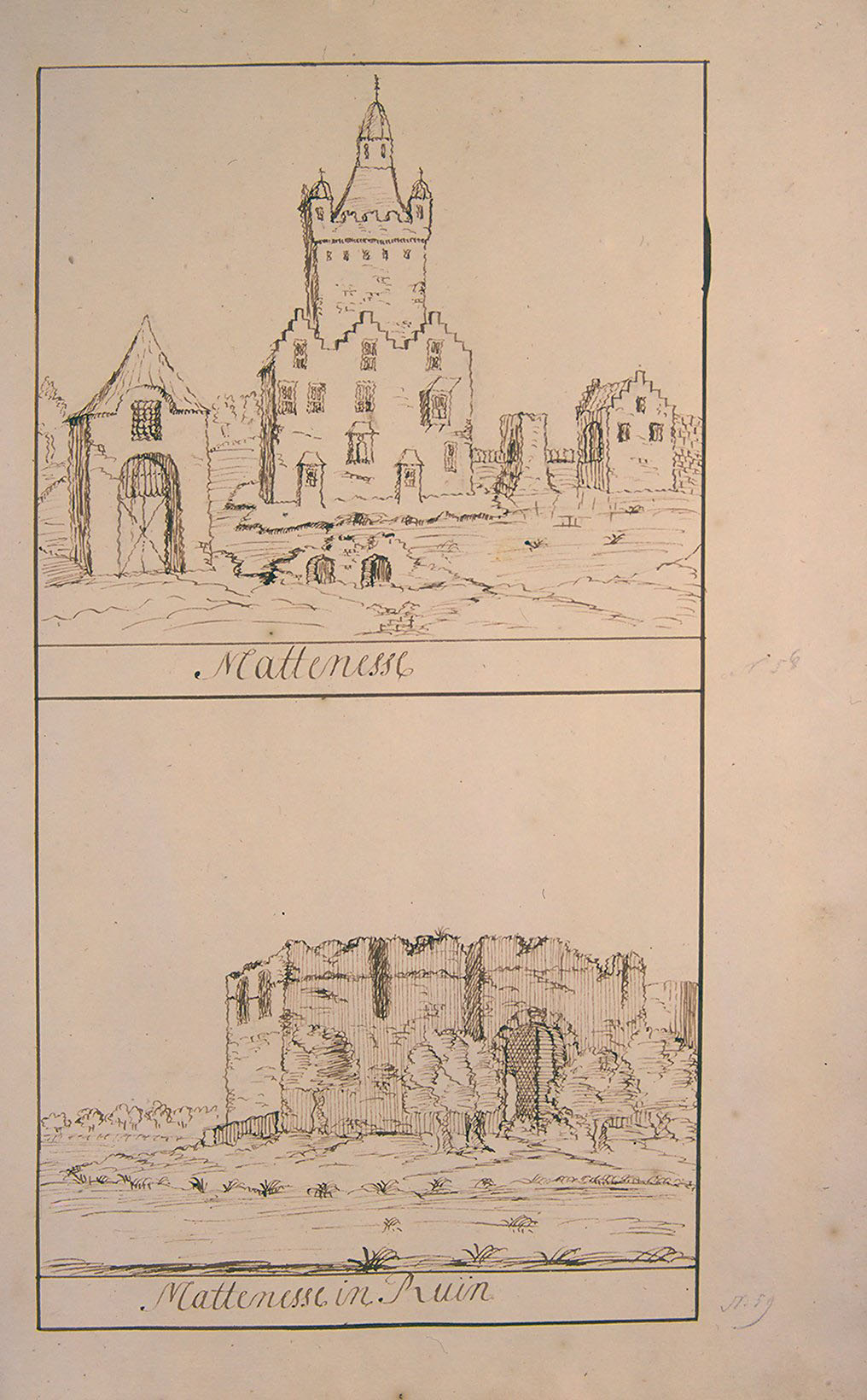
Desen de Andries Schoemaker, aproximativ 1700

Curtea exterioară semăna cu curtea exterioară a Doornenburg din Bemmel, în Betuwe. După restaurare, o curte a fost adăugată. Accesul între curtea interioară și curte era asigurat de un pod, așa cum este ilustrat de cartograful Potter într-o hartă care aparține Spitalului Sfântul Duh. Această hartă se află acum în arhivele municipale din Schiedam.
Ani de zile, ruina a stat liberă în centrul orașului. După săpături arheologice realizate de BOOR, primăria a fost extinsă pe terenul de lângă ruină. Primăria se apropie de ruine pe două laturi, la doar câțiva metri.